# Прауссова, Зофия
Зофия Прауссова (пол. Zofia Praussowa; 3 сентября 1878, Будзов — 17 января 1945, Освенцим) — польская социалистка, политическая и общественная деятельница. Участница борьбы за независимость Польши, сторонница Юзефа Пилсудского. Активистка ППС, ППС—Революционная фракция и ППС—Прежняя революционная фракция. Инспектор охраны труда, депутат сейма Второй Речи Посполитой. Видная деятельница польского феминистского движения. Участница Сопротивления в период немецкой оккупации. После ареста гестапо — заключённая нацистских концлагерей, погибла в Освенциме.

## Подполье, аресты, эмиграция
Родилась в семье землевладельца. Училась в гимназиях Ченстохова и Казани. В 1904 окончила Бестужевские курсы в Санкт-Петербурге. По образованию — математик.
С 1899 примкнула к ППС, с 1904 — член партийной боевой группы. Помогала Юзефу Пилсудскому в побеге из тюрьмы.
Впервые арестована в 1905, за распространение листовок против призыва поляков в армию Российской империи. Была приговорена к ссылке, бежала, снова арестована, заключена в тюрьму Павяк, затем выслана за границу. В 1907—1911 изучала математику в Сорбонне.
Вернувшись в Польшу, работала школьной учительницей в Закопане. При расколе ППС вступила в радикальную ППС—Революционная фракция. В период Первой мировой войны занималась в Ченстохове набором бойцов в Польские легионы Пилсудского.

## В польской политике
С осени 1918 поступила на курсы охраны труда, организованные ведомством Францишека Сокаля. После завершения курсов, в независимой Польше, стала инспектором труда. Развила на этом направлении большую активность, пользовалась высоким авторитетом в рабочей среде. В 1921 инициировала протесты против правительственных планов переподчинения инспекции труда министерству внутренних дел.
В 1922 возглавила варшавскую инспекцию труда. Тогда же была выбрана в сейм от ППС. Состояла в парламентском комитете по труду и социальной защите. Участвовала в разработке трудового законодательства, особое внимание уделяла вопросам труда женщин и молодёжи. В 1919—1935 — депутат городского совета Варшавы.
Состояла в Центральном исполнительном комитете ППС и в руководстве феминистской организации Женский прогрессивный политический клуб. Редактировала издание женского отдела ППС Głos Kobiet и социалистический еженедельник Trybuna.
В 1928 вновь избрана в сейм от ППС. В том же году партия раскололась на противников авторитарного режима Санации (большинство ППС) и сторонников маршала Пилсудского. Социалисты-пилсудчики во главе с Раймундом Яворовским и Енджеем Морачевским создали свою партию ППС—Прежняя революционная фракция, в которую вступила и Зофия Прауссова. После этого ещё более десятилетия оставалась в активной политике.

## В движении Сопротивления
После нападения нацистской Германии на Польшу Зофия Прауссова примкнула к Союзу вооружённой борьбы, состояла в Армии Крайовой. 10 ноября 1942 была арестована гестапо, отправлена в тюрьму Павяк, оттуда в концлагерь Майданек, затем в Освенцим.
Зофия Прауссова умерла в Освенциме незадолго до прихода советских войск.

## Семья и традиция
Муж Зофии Прауссовой — Ксаверий Праусс — был социалистом-подпольщиком, служил в Первой бригаде Пилсудского, занимал пост министра по делам вероисповеданий и просвещения в правительстве Енджея Морачевского.
Зофия Прауссова имела двух дочерей — Ядвигу и Еву. Ева Праусс-Плоская во время войны была бойцом Армии Крайовой, руководила женской диверсионной группой. Её муж Станислав Плоский — зять Зофии Прауссовой — тоже был участником Сопротивления, офицером Армии Крайовой.
Внучка Зофии Прауссовой — Зофия Ромашевская, дочь Евы и Станислава Плоских — активистка Комитета защиты рабочих и профсоюза Солидарность, была женой сенатора Збигнева Ромашевского. Её дочь Агнешка Ромашевская-Гузы — правнучка Зофии Прауссовой — вице-председатель Союза польских журналистов, жена первого председателя Независимого союза студентов Ярослава Гузы.